# Saint-Porchaire
Saint-Porchaire je naselje in občina v zahodnem francoskem departmaju Charente-Maritime regije Poitou-Charentes. Leta 2006 je naselje imelo 1.543 prebivalcev.

## Geografija
Kraj leži v pokrajini Saintonge med reko Charente in njenim levim pritokom Arnoult, 14 km zahodno od njenega središča Saintes.

## Uprava
Saint-Porchaire je sedež istoimenskega kantona, v katerega so poleg njegove vključene še občine Beurlay, Crazannes, Les Essards, Geay, Plassay, Pont-l'Abbé-d'Arnoult, Port-d'Envaux, Romegoux, Sainte-Gemme, Sainte-Radegonde, Saint-Sulpice-d'Arnoult, Soulignonne, Trizay in La Vallée z 12.930 prebivalci.
Kanton Saint-Porchaire je sestavni del okrožja Saintes.

## Zanimivosti
- romansko-gotska cerkev sv. Porkarija iz 12. do 15. stoletjafrancoski zgodovinski spomenik od leta 1933,
- renesančni grad Château de la Roche-Courbon z grajskim parkom iz 15. do 17. stoletja, zgodovinski spomenik od leta 1946,
- Napoleonov most iz začetka 19. stoletja.

## Pobratena mesta
- Soultzmatt (Haut-Rhin, Alzacija);